# North Willingham
North Willingham is een civil parish in het bestuurlijke gebied West Lindsey, in het Engelse graafschap Lincolnshire. In 2001 telde het dorp 127 inwoners.